# 吉川智教
吉川 智教（よしかわ ともみち、1947年 - ）は、日本の経営学者。早稲田大学経営大学院教授、ブリティッシュコロンビア大学客員教授、世界銀行客員研究員等を歴任。

## 人物
東京都出身。1969年早稲田大学理工学部卒業、1973年一橋大学大学院商学研究科修士課程修了、1976年一橋大学大学院商学研究科博士課程中退。指導教官は宮川公男。
横浜市立大学商学部教授、世界銀行経済開発研究所客員研究員、スタンフォード大学経営大学院客員研究員、ブリティッシュコロンビア大学客員教授等を経て、2003年早稲田大学大学院アジア太平洋研究科教授、2004年早稲田大学MOT研究所所長、2007年早稲田大学商学学術院教授。
iPodなどを素材にイノベーション研究を行い、日本ベンチャー学会理事、日本ベンチャー学会イノベーション研究部会代表等も務める。

## 著書
- 『複雑系の経済学』（共著）ダイヤモンド社、1997年